# Salobreña (kommunhuvudort)
Salobreña är en kommunhuvudort i Spanien.   Den ligger i provinsen Provincia de Granada och regionen Andalusien, i den södra delen av landet, 400 km söder om huvudstaden Madrid. Salobreña ligger 45 meter över havet och antalet invånare är 12 747.
Terrängen runt Salobreña är varierad. Havet är nära Salobreña söderut.  Närmaste större samhälle är Motril, 6,2 km öster om Salobreña. 